# 中华人民共和国徽章
中华人民共和国徽章，介绍中华人民共和国官方机构组织所使用的徽章、标志等。除中华人民共和国国徽外，还有军徽、警徽、地方徽等。
《中华人民共和国国徽法》规定，中华人民共和国各类官方机构组织，其场所、印章、出版物、网站等应当悬挂或使用国徽。此外，中华人民共和国部分官方机构组织会根据实际情况另外制定代表该系统、该组织的徽章或标志，如政党徽章、军徽、警徽、行政机关徽章（标志）、法徽、检徽、地方徽等。

## 国徽
中華人民共和國國徽為紅底黃色邊裝飾的圓形徽章，中間是五顆五角星照耀下的天安門，周圍是穀穗和齒輪（從樣式上看谷穗為雙穗，即嘉禾）。天安門城樓上方的四顆小五角星以半弧狀環繞一顆大五角星。齒輪和穀穗象徵中國的工人與農民，天安門象徵中國人民的鬥爭精神，五顆星則象徵中國共產黨領導下的全國人民大團結。

中華人民共和國國徽（1950-今）

## 政党徽章

### 中国共产党党徽
中国共产党党徽为镰刀和锤头组成的图案，图案一般为金黄色或红色。锤子、镰刀代表工人和农民的劳动工具，象征着中国共产党是中国工人阶级的先锋队，代表着工人阶级和广大人民群众的根本利益。
早期中国共产党党徽参照俄国共产党（布尔什维克）的党徽图案，即包括镰刀、斧头、五角星等元素在内的徽章。1933年4月，中共中央决定将党徽图案中的斧头更改为锤子，但因战争频繁而未能广泛推行。此后直至1996年9月，各地使用的中国共产党党徽均略有差异。1982年召开的中国共产党第十二次全国代表大会上，悬挂的党徽图案为“方柄镰刀”和“方形锤头”的组合。1987年召开的中国共产党第十三次全国代表大会上，悬挂的党徽图案为“圆头镰刀”和“略带弧度缺角状锤头”。1992年召开的中国共产党第十四次全国代表大会上，悬挂的党徽再次进行调整。1996年9月21日，中共中央办公厅印发《中国共产党党旗党徽制作和使用的若干规定》，明确规定中国共产党党徽的图案构成，并首次附有党徽标准图案和制法说明。

中国共产党党徽（1951年－1996年）
中国共产党党徽（红色，1996年－）
中国共产党党徽（金黄色，1996年－）

### 民主党派党徽
中国致公党曾经使用过的党徽图案为“井田嘉禾”，即麦穗围绕着一块中间有“井”字的正方形。关于此党徽的寓意有多种看法。李维纲《中国致公党应如何为人民服务》一文和王起鹍《一本“党证”引出的历史》一文认为，致公党党徽寓意致公党代表农民利益。雷荣珂《中国致公党所代表的阶级问题》一文则认为，致公党党徽虽然取材于井田制，但只不过是象征“耕者有其田”的含义，不单纯代表农民阶级的利益。1950年4月，中国致公党废除之前使用的党徽。
现时中华人民共和国各民主党派均没有自己的党徽，中国民主促进会、中国民主同盟、九三学社有自己的标志，但并未推广。也有民主党派成员曾提出制定各民主党派标志的建议。

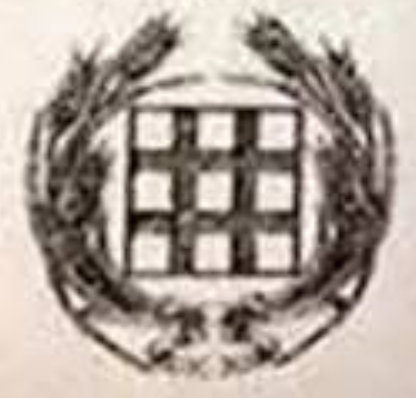
中国致公党党徽（？－1950年4月）

## 武装力量军徽

### 人民解放军军徽
中国人民解放军军徽为镶有金黄色边的红色五角星，五角星中嵌金黄色“八一”两字，亦称八一军徽。「八一」乃紀念1927年8月1日發生的南昌起義， 是中國共產黨建立自有武裝力量的開始。

全军通用徽章
中国人民解放军军徽
中国人民解放军现役部队帽徽
中国人民解放军预备役部队徽章
国籍标志
国籍标志（低能见度）

军兵种徽章
中国人民解放军海军军徽
中国人民解放军战略支援部队标志

### 人民武装警察部队徽

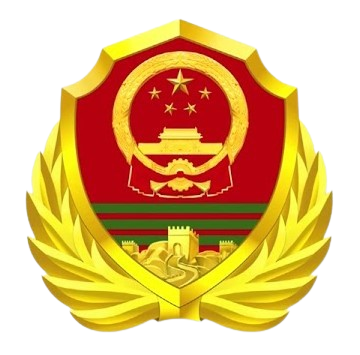
中国人民武装警察部队徽
中国人民武装警察部队帽徽
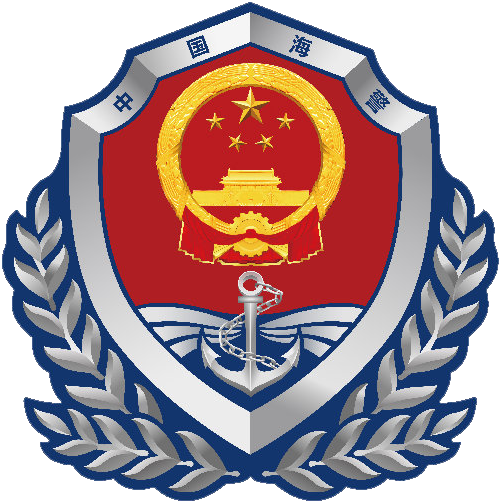
中国海警标志

### 民兵、人民武装、人民防空标志
中国国防动员标志由五角星、和平鸽、长城烽火台和橄榄枝组成。五角星象征国家尊严和荣耀，寓意国防动员是国家行为；长城烽火台象征国家安全，寓意国防动员是巩固国防、维护国家安全的战略工程；和平鸽和橄榄枝象征和平，寓意加强国防动员建设的根本目的是维护国家和平安宁。2013年2月1日，国家国防动员委员会正式启用该标志。
中国人民防空标志图案由金黄色长城、绿色橄榄枝、蓝色三角形组成，主要背景图案为橙色，外框为金黄色。长城象征中国，寓意人民防空是国防的组成部分和中国的地下长城；橄榄枝象征和平与安宁；蓝色三角形和橙色背景为《日内瓦公约》第一附加议定书确定的民防国际通用标志的主体，象征中国人民防空与国际民防接轨；金黄色外框为人民防空工程图形，象征人民防空的基本手段、任务和宗旨。1999年5月1日，中国人民防空标志正式启用。

中国国防动员标志

## 行政机关徽章

### 人民警察警徽

中华人民共和国人民警察警徽
中华人民共和国人民警察帽徽

### 国务院组成部门系统徽
中国人民银行行徽由三枚形似“人”字的布币图案组成。三个“人”字组合在一起，象征“众多”之意，意味着中华人民共和国金融由众多银行机构和非银行金融机构组成，中国人民银行作为中央银行是整个金融业的中心。1988年3月，中国人民银行总行通过《金融时报》公开征集中国人民银行行徽设计图案。最终从700多幅图案中确定中央工艺美术学院装潢系的陈汉民行徽设计图案为中选图案。1988年6月，中国人民银行总行发布通知，正式公布启用中国人民银行行徽。
中华人民共和国铁路路徽
中国水利标志图案由“中”和“水”两字抽象组合而成。“中”字方框变为椭圆形构成地球形状，中竖贯穿出头，寓意水利是国民经济的基础设施和基础产业，表示水利职工立足本职、面向全国、走向世界的志气。“水”字出现于椭圆郑重，寓意地球是宇宙中有水的行星。“水”字两侧的曲笔，表示水利行业两手抓，两手都要硬。1997年，中华人民共和国水利部公布中国水利标志。
人民调解标志图案由两只手和橄榄枝组成，颜色选用红色、绿色和金黄色。两只手紧紧握住，整体上形如红心，代表友好和奉献；橄榄枝和绿色代表和平和希望；红色代表热忱；金黄色代表辉煌。标志意在体现中国人民调解工作在化解矛盾纠纷、创造和谐稳定社会环境中的重要作用。2004年2月，中华人民共和国司法部在《法制日报》、《人民调解》和中华普法网上公开征集人民调解标志设计图案。6月初，司法部组织评选委员会对征集图案进行评选，确定三件作品为标志备选作品。10月，经司法部部长办公会议研究，确定统一的人民调解标志。11月28日，司法部办公厅下发通知，确定于2005年1月1日启用人民调解标志。
邮电徽标（简称邮电徽），是中华人民共和国邮电部及全国邮电系统使用的徽标。徽标为圆形，圆内包含一颗五角星，五角星上角和下方两角构成“人”字，左右两角和中部组成“邮电”二字，图案底色为正红色，代表人民邮电。邮电部曾在1951年和1954年两次向全国邮电职工征集徽章图案，并于1965年8月5日正式使用第一枚邮电部徽章图案：由红底、金边和白色信筒以及其两侧的“臼”体组成。信筒代表“邮”，信筒和两侧的“臼”体共同组成“电”字。但该徽章在1968年6月24日被中国人民解放军邮电部军事管制委员会叫停使用，此后邮电部一度使用毛泽东题词“人民邮电”字样。1981年6月6日，邮电部部长办公会议决定将1951年公布的“证章图案”改为邮电部徽章，自7月1日开始使用。1998年国务院机构改革实施邮电分营后，该徽章停止使用。

综合行政执法队伍徽章
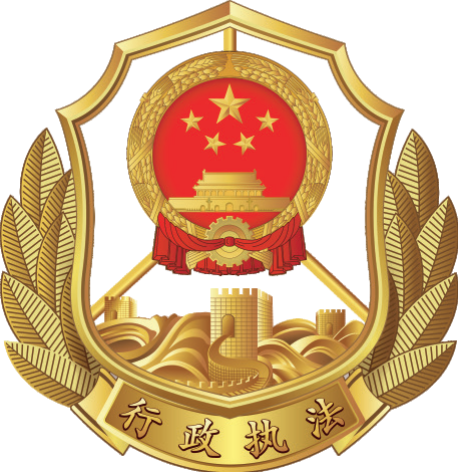
中华人民共和国综合行政执法帽徽
中华人民共和国交通运输执法徽章
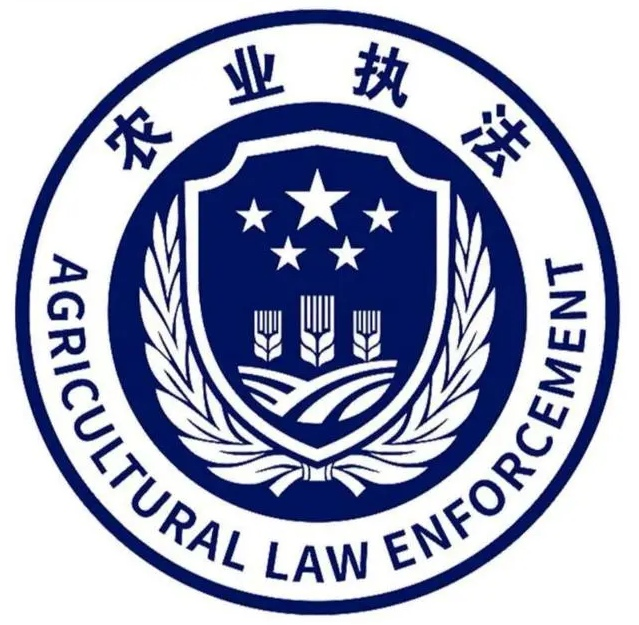
中华人民共和国农业执法标志
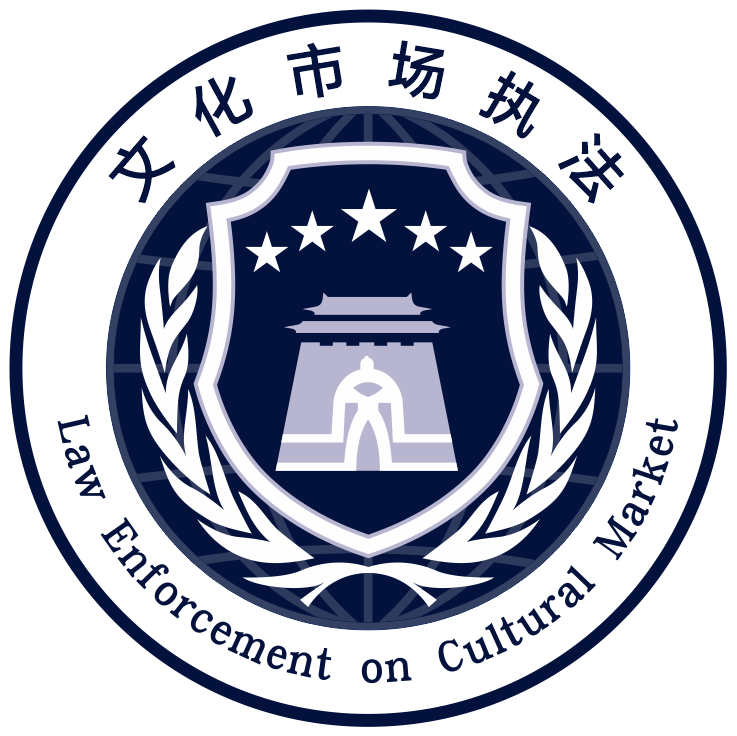
中华人民共和国文化市场执法标志
中华人民共和国城市管理执法标志

全系统通用的其他徽章（现行）
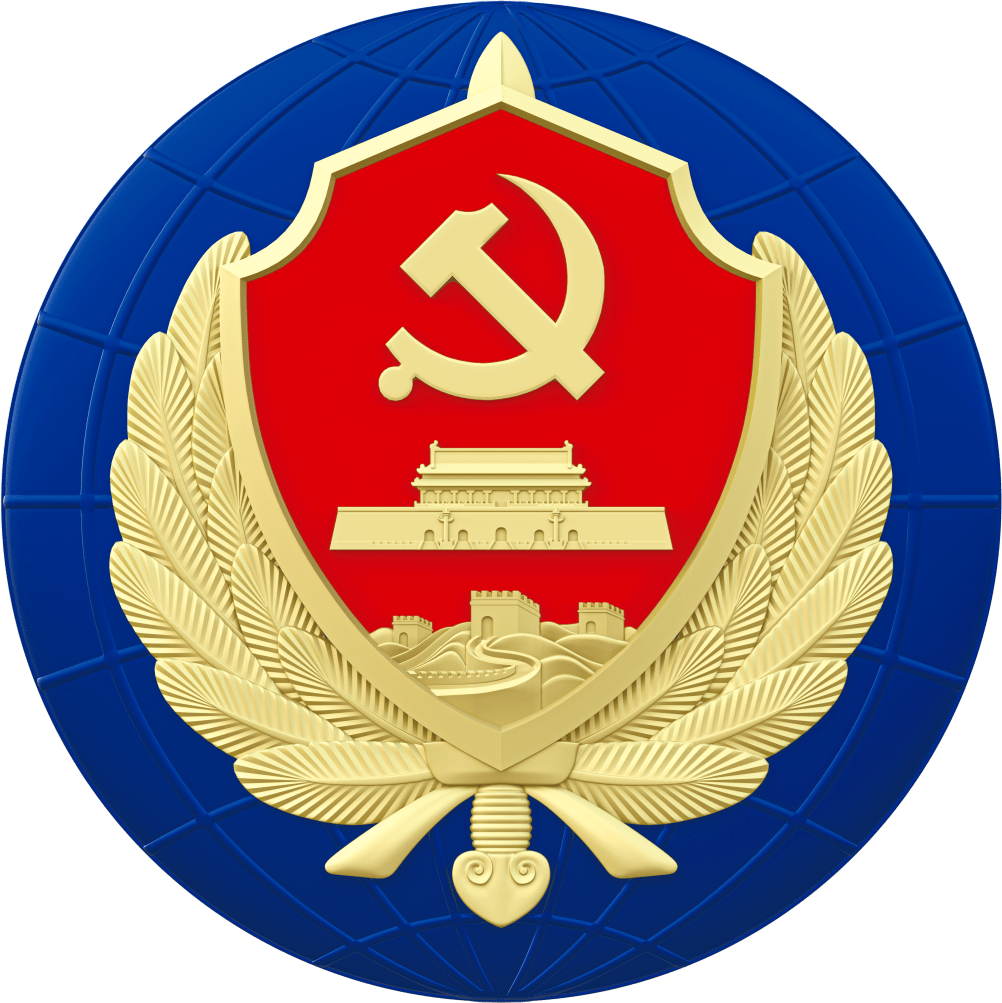
中华人民共和国国家安全机关徽章
中华人民共和国公路路徽
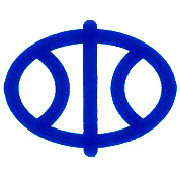
中国水利标志
中华人民共和国司法行政机关法徽及标志

全系统通用的其他徽章（已撤销部委）
原中华人民共和国食品药品监督管理执法徽章
原邮电徽标
中华人民共和国铁路路徽（原铁道部使用）

### 国务院所属其他机构系统徽
中华人民共和国海关关徽由商神杖和金色钥匙交叉组成。商神杖代表国际贸易，钥匙象征海关为国守门。关徽寓意中国海关依法实施进出境监督管理，维护国家主权和利益，促进对外贸易发展和科技文化交往。1950年5月6日，中华人民共和国海关总署面向全国海关征集关旗、关徽设计方案，并成立“关旗、关徽审查小组”。1951年6月中旬，审查小组从186件设计方案筛选出4件方案作为候选，并以海关总署财务处陈铁保设计的第86号方案以钥匙与商神杖交叉为基本图案，并于7月7日的海关总署第八十二次署务会议上确定海关关徽基本图案。1953年10月1日，海关关徽正式使用。1966年8月24日，中华人民共和国对外贸易部海关管理局发布通告，停止使用关徽，海关执勤人员现场执勤时改佩戴写有黄色“海关”字样的红布臂章。1984年，在海关总署向全国海关征求新海关服装、标志的意见时，各海关要求恢复原关徽。1985年，国务院批准恢复海关关徽。1997年5月27日，海关总署发布《中华人民共和国海关关徽使用管理办法》。
中华人民共和国对外援助徽章图案为红色中国结。2016年6月12日，中华人民共和国商务部对外援助司发布《关于对外援助标识图案和制作说明 以及对外援助徽章图案的公告》，正式启用对外援助徽章。
国家质量监督检验检疫总局徽章由国徽、商神杖、天平、长城、橄榄叶组成，图案底色为深蓝色，除国徽外的部分均为金黄色。国徽象征质检总局依照国家法律法规行使职权，深蓝底色象征质量监督检验检疫科学管理和严谨技术，商神杖象征国际贸易，天平象征质检工作的公正准确，长城象征质检部门的执法把关职能，橄榄叶象征质检事业蓬勃发展。
国家统计局标志（别名中国政府统计标志）外部弧形形似汉字“中”字，也是拉丁字母“C”和“S”的变形，内部为扇形图，代表中国政府统计。2001年10月15日，国家统计局正式启用该标志。该标志另有将渐变部分改为纯色的辅助版本。
交通运输部海事局局徽由铁锚、橄榄枝、五角星和中英文“中国海事局”文字组成。五角星象征海事局的政府行政执法职能，铁锚象征海事局的管理对象和工作性质，橄榄枝环绕铁锚，象征海事局是代表中华人民共和国政府履行国际海事公约的主体。
中国证券监督管理委员会标志由三个红色的三角形构成一个“公”字图案，代表“公平、公正、公开”的“三公”原则。2012年5月16日召开的国际证监会组织第37届年会上，中国证监会标志首次出现。该标志公布后，被网友质疑与德国足球协会、广发银行、福建省三信集团、波兰MOOSEART公司等组织机构的标志相似。对此，该标志的设计公司东道设计发布微博否认抄袭一说。另外也有网友表示证监会标志寓意“红色连环套”。
中国供销合作社标识由四个“合”字组合而成。“合”字来源于社名中“合作”概念的内涵，表现供销总社全心全意、甘于奉献的合作社精神。每个“合”字形似一座丰满的粮仓，象征供销总社是农民的合作经济组织。1991年1月，供销总社二届五次理事会议审议通过了社徽图案。2000年8月28日，供销总社第三次代表大会通过《中国供销合作社社徽使用管理暂行办法》。2006年5月20日启用的中国供销合作社标识即由社徽图案、中文“中国供销合作社”和英语“CHINA CO-OP”组合而成。

国家综合性消防救援队伍、综合行政执法队伍徽章
国家综合性消防救援队伍队徽
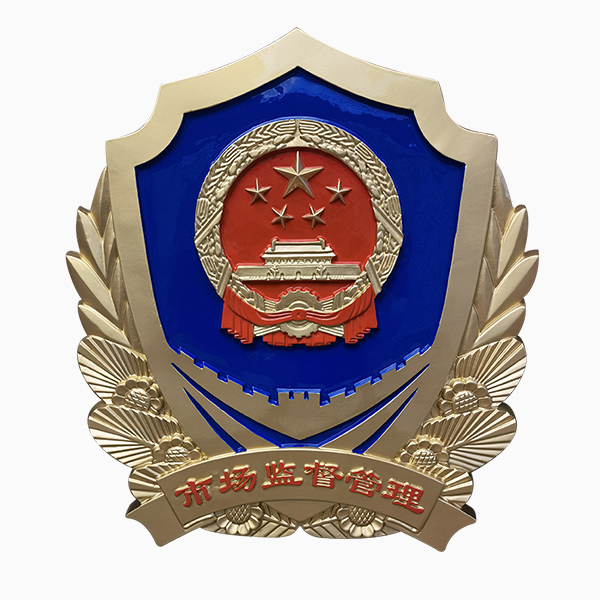
中华人民共和国市场监督管理标志（局徽）

全系统通用的其他徽章（现行）
中华人民共和国海关关徽
国家税务总局公务员制服帽徽
中华人民共和国对外援助徽章
中国海事局标志
中国民用航空局局徽（航徽）

全系统通用的其他徽章（已撤销部门）
原国家海洋局标志
原国家质量监督检验检疫总局徽章
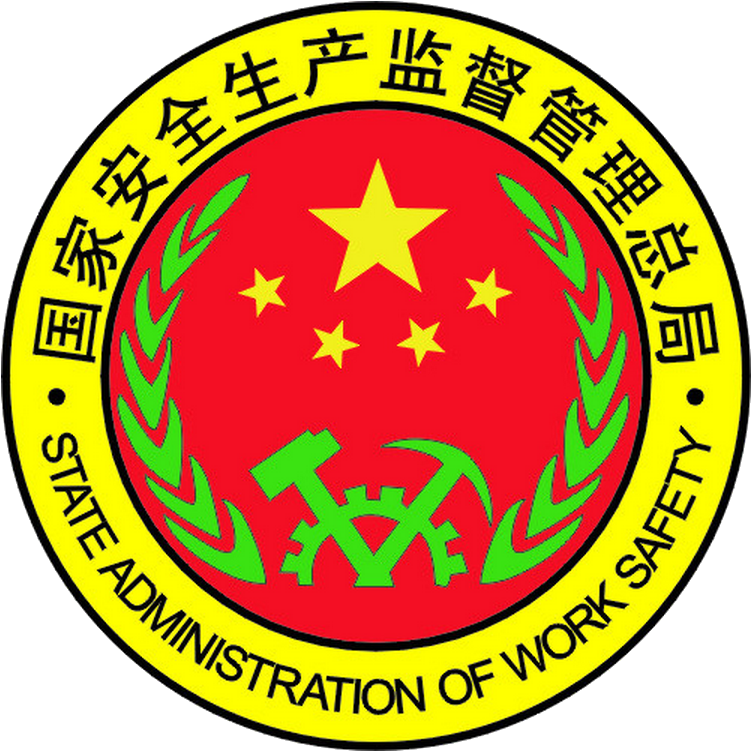
原国家安全生产监督管理总局徽章

## 司法机关徽章
中华人民共和国人民检察院检徽由盾牌、五角星、长城和橄榄枝图形构成。盾牌和五角星象征司法机关在中华人民共和国法治建设中担负法律保障等重要职责；长城代表中国，体现司法机关的国家属性；橄榄枝代表和谐，象征司法在维护社会稳定、促进社会和谐发展中的重要作用。人民检察院检徽最早的图案为两把交叉的利剑，但因令人联想到血腥和残暴而废止。此后检察官在执行公务时一度使用国徽。1984年，最高人民检察院决定制作检察徽章。

中华人民共和国人民法院法徽
中华人民共和国人民检察院检徽

## 国务院所属行政部门部徽、所属事业单位徽章

### 国务院所属部门部徽
中华人民共和国商务部标识
中华人民共和国工业和信息化部标志为齿轮和蓝色宽带椭圆组成的图案。齿轮图形代表工业，蓝色宽带椭圆代表信息化，标志整体上形成拉丁字母“e”，代表网络。该标志主要用于工信部门户网站。2008年12月12日，工信部正式启动网站标志征集活动。2009年3月31日，作品征集阶段结束，工信部从447件应征作品中确定中选图案。
中华人民共和国民政部标志（别名中国民政标志）由双手、人像、太阳和12条短线组成，人像形似拉丁字母“M”。双手象征民政部门“俯首甘为孺子牛”的奉献精神，人像象征人民群众，太阳象征光明和温暖，12条短线既象征太阳光芒，又代表一年12个月。民政部标志意味着民政部门时刻为人民奉献，代表党和政府为人民群众送温暖。1990年4月14日，民政部正式确定该标志。
中华人民共和国卫生部标志由阿斯克勒庇俄斯之杖（其中原蛇杖的木棒改为针灸针）、中华人民共和国地图、长城、橄榄枝、经纬线组成，图案为淡蓝色。卫生部标志充分考虑了世界卫生组织会徽图案的通用性和中国卫生工作的特殊性，表现中国医药卫生事业的特点，反映出中国卫生工作方针的主要内容和为人民健康服务的根本宗旨。1990年代末，卫生部办公厅通过《健康报》公开征集卫生部标志。最终确定世界卫生组织国际职员宋允孚的标志设计图为中选图案。2013年3月，国务院机构改革决定撤销卫生部，该标志随之停用。
国务院国有资产监督管理委员会标志由两部分组成。上半部分为红色正方形内分割出的虚实等边三角形，下半部分为拉丁字母“SASAC”。红色正方形为“国”字抽象概括，寓意国有资产。虚三角形构成“人”字，寓意出资人。虚三角形左右上方的直角三角形寓意国务院国资委肩负国有资产保值增值的重任。实三角形寓意国有经济是国民经济的基础，发挥支撑和主导作用。

中华人民共和国商务部标识
原中华人民共和国卫生部标志
国务院国有资产监督管理委员会标志

### 媒体类事业单位徽章
中央人民广播电台台标由字母“CNR”构成，图案底色为红色。已知中央人民广播电台最早的台标图案为发射塔和电波造型，象征广播电台，图案下方为字母“CPBS”。2002年，台标图案改为以字母“CNR”为主体，辅以一个围绕主体运动的电子运行轨迹。2010年4月28日，中央人民广播电台发布全新的品牌标识系统，现今使用的台标同步启用。

中国中央电视台台标
中央人民广播电台台标
中国国际广播电台台标
中国环球电视网台标 （兼英语频道台标）

### 学术类事业单位徽章
中国科学院院徽图案为六个晶体组成的一个物质结构图案，图案中间自然形成一个齿轮，颜色为孔雀蓝。六个晶体象征数学、物理、化学、天文、地学、生物六大学科融汇和结合的基础作用，齿轮象征基础科学凝聚、派生的技术科学的推进作用。院徽图案象征中国科学院作为国家自然科学和高新技术研究和发展中心，面向国家战略需求，面向世界科学前沿，加强原始科学创新，加强关键技术创新与集成。

## 社团徽章
中国共产主义青年团团徽图案包括团旗、齿轮、麦穗，初升的太阳及其光芒，写有“中国共青团”五字的绶带。团徽涂色为大赤金和正红二色。团旗的旗面和绶带为红色，团旗上的五角星和环绕它的圆圈、旗边、旗杆、齿轮、麦穗、初升的太阳及其光芒、“中国共青团”五个字为金色毛体。中国共产主义青年团团徽，是中国共产主义青年团的标志。它象征着共青团在马克思列宁主义、毛泽东思想的光辉照耀下，团结各族青年，朝着党所指引的方向奋勇前进。中国共产主义青年团中央委员会曾在1949年4月、1955年9月、1958年三次征集团徽设计稿。1958年，《中国青年》杂志社美术编辑李国靖向共青团中央宣传部提交三幅团徽设计图。1959年初，根据群众意见，综合三幅设计图的优点进行修改。1959年5月4日，经中国共产党中央审定批准，中国共产主义青年团团徽正式由共青团中央颁布。
中国少年先锋队队徽由五角星加火炬和写有“中国少先队”的红色绶带组成。五角星、“中国少先队”五个字和火炬炳为金色，绶带和火炬的火焰为正红色，火焰和绶带镶金边，“中国少先队”字体为黑体。1980年，应共青团中央书记胡德华委托，刘恪山设计中国少年先锋队队徽。
中国工会会徽图案基于“中”、“工”两字经艺术造型呈圆形重叠而成，并在两字外加一圆线，象征中国工会和中国工人阶级的团结统一。1987年10月，中华全国总工会采用唐山《劳动日报》社美术编辑赵锡复的设计图为工会会徽。

中国共产主义青年团团徽
中华全国体育总会会徽

## 地方徽章

### 特别行政区区徽
香港和澳门两个特别行政区拥有自己的区徽。全国人民代表大会相继通过了两个特别行政区区徽的规范使用方法。

香港特别行政区区徽
澳门特别行政区区徽

### 其他地方徽章
中国内地部分城市也曾设计并使用过市徽。1985年4月15日，太原市正式公布自己的市徽，是中华人民共和国第一座拥有市徽的城市。但自1997年11月18日中共中央办公厅、中华人民共和国国务院办公厅发出《中共中央办公厅、国务院办公厅关于禁止自行制作和使用地方旗、徽的通知》后，一些城市的市徽（如广州、宁波、成都、哈尔滨等）已停止使用，部分城市雖未明定廢除，但基本不再進行官方使用。上海则因为将市徽称为市标、市标徽章（虽然亦可以简称为市徽），从法理上不在上述通知限制范围内，因此仍保留官方使用。

## 其他徽章

中国人民政治协商会议会徽

中国人民政治协商会议会徽，最上方是一颗红五角星，中心图案为四面红旗和白色地球衬托的红色中国地图，周围是红色缎带连接的金黄色麦穗（嘉禾）和瓦蓝色齿轮。政协会徽体现了“无产阶级领导的、以工农联盟为基础的各民主阶层大团结”的精神。设计者对图案的原说明为：“一、红星表示无产阶级领导；二、齿轮、嘉禾表示工农联盟为基础；三、四面红旗表示四个阶级（即：工人阶级、农民阶级、小资产阶级、民族资产阶级）的大联合；四、地图表示新中国，背景光芒四射。”红星下的“1949”四个阿拉伯数字表示中国人民政治协商会议诞生的年号；缎带上“中国人民政治协商会议”10个金色仿宋字标明了人民政协的全名。